# Udachne
Udachne (en ucraniano: Удачне; en ruso: Удачное, romanizado: Udáchnoye) es un asentamiento de tipo urbano ucraniano perteneciente al óblast de Donetsk. Situado en el este del país, es parte del raión de Pokrovsk y centro del municipio (hromada) homónimo.

## Geografía
Udachne está al norte del río Solona cerca de la frontera con el óblast de Dnipropetrovsk, 13 km al oeste de Pokrovsk y 70 km al noroeste de Donetsk.

## Historia
La ciudad fue fundada en la década de 1890 en relación con la construcción de la línea férrea y una estación de tren en la actual Udachne.  
El pueblo sufrió como resultado del Holodomor en 1932-1933 y 1946-1947. El fotógrafo Marko Zalizniak registró los eventos en este pueblo. 
Desde 1985 el pueblo tiene el estatus de asentamiento de tipo urbano. 

## Demografía
La evolución de la población de Udachne entre 1989 y 2022 fue la siguiente:
| 1810                                                          | 1716 | 1733 | 1719 | 1699 | 1633 |
| (Fuente: Cities & Towns of Ukraine y UKRAINE: Größere Städte) |      |      |      |      |      |

Según el censo de 2001, la lengua materna de la mayoría de los habitantes, el 87,65%, es el ucraniano; del 12% es el ruso.

## Economía
La mina Pokrovske y la fábrica Sviato-Varvarinska operan cerca del asentamiento.

## Infraestructura

### Transporte
A través de Udachne pasa la carretera territorial T-04-06 y la vía férrea de Pokrovsk a Chapline. 